# Coupe d'Europe des clubs champions de basket-ball 1990-1991
Navigation
Édition précédente Édition suivante
La Coupe d'Europe des clubs champions de basket-ball 1990-1991 est la 34e édition de la Coupe d'Europe des clubs champions de basket-ball masculine, compétition qui rassemble les meilleurs clubs de basket-ball du continent européen,.

## Format de compétition
- 27 équipes (uniquement les champions des ligues nationales européennes), évoluant selon un système de tournoi, disputent des tours préliminaires à domicile et à l'extérieur. Le score cumulé des deux matchs détermine le vainqueur.
- Les huit équipes restantes après les phases éliminatoires accèdent à une phase de groupes en quarts de finale, disputée en poules. Le classement final est basé sur les victoires et les défaites. En cas d'égalité entre deux équipes ou plus après la phase de groupes, les critères suivants sont utilisés pour déterminer le classement final : 1) nombre de victoires en confrontation directe entre les équipes ; 2) différence de points entre les équipes ; 3) différence de points au sein du groupe.
- Les quatre meilleures équipes après les quarts de finale sont qualifiées pour la phase finale (Final Four).

## Tours préliminaires

### 1ertour
Le premier tour se déroule les 27 septembre et 4 octobre 1990.
| Équipe 1          | Score   | Équipe 2                 | Aller   | Retour |
| ----------------- | ------- | ------------------------ | ------- | ------ |
| Kingston          | 156–141 | B.V. Noordkop            | 84–79   | 72–62  |
| Steaua Bucarest   | 99–195  | CSKA Moscou              | 38–91   | 61–104 |
| Benfica           | 159–195 | Bayer 04 Leverkusen      | 87–85   | 74–110 |
| Lech Poznań       | 163–216 | RC Malines               | 86–109  | 77–107 |
| ZTE KK            | 206–167 | BK Klosterneuburg        | 107–76  | 99–91  |
| KR Reykjavik      | 204–226 | Saab UU                  | 120–118 | 84–108 |
| Scania Södertälje | 162–141 | Zbrojovka Brno           | 94–82   | 68–59  |
| Ideal Job Pully   | 169–199 | Maccabi Tel Aviv         | 95–92   | 74–107 |
| Vllaznia          | 193–248 | Galatasaray              | 103–108 | 90–140 |
| ENAD              | 155–164 | CSKA Sofia               | 66–70   | 89–94  |
| AdW Berlin        | 180–190 | Union Sportive Hiefenech | 96–92   | 84–98  |

### Huitièmes de finale
Le deuxième tour se déroule les 25 octobre et 1er novembre 1990.
| Équipe 1                 | Score   | Équipe 2         | Aller   | Retour |
| ------------------------ | ------- | ---------------- | ------- | ------ |
| Kingston                 | 165-151 | CSKA Moscou      | 93–77   | 72–74  |
| Bayer 04 Leverkusen      | 188–182 | RC Malines       | 103–88  | 85–94  |
| ZTE KK                   | 175–202 | Scavolini Pesaro | 102–114 | 73–88  |
| Saab UU                  | 183–256 | Aris Salonique   | 92–116  | 91–140 |
| Scania Södertälje        | 168–180 | Maccabi Tel Aviv | 91–88   | 77–92  |
| Galatasaray              | 156–198 | KK Split         | 86–97   | 70–101 |
| CSKA Sofia               | 189–224 | Limoges CSP      | 90–105  | 99–119 |
| Union Sportive Hiefenech | 150–230 | FC Barcelone     | 73–113  | 77–117 |

## Quarts de finale
Ce tour se dispute du 13 décembre 1990 au 28 mars 1991.
| Rang | Équipe              | Pts | J  | G  | P  | Pp   | Pc   | Diff |  | Résultats (dom.\ext.) |        |         |        |         |        |         |        |         |
| ---- | ------------------- | --- | -- | -- | -- | ---- | ---- | ---- |  | --------------------- | ------ | ------- | ------ | ------- | ------ | ------- | ------ | ------- |
| 1    | FC Barcelone        | 25  | 14 | 11 | 3  | 1276 | 1148 | 128  |  | FC Barcelone          |        | 92-85   | 100-87 | 89-64   | 92-64  | 96-67   | 82-76  | 84-76   |
| 2    | KK Split            | 23  | 14 | 9  | 5  | 1208 | 1174 | 34   |  | KK Split              | 87-91  |         | 86-66  | 70-72   | 93-63  | 85-84   | 91-72  | 92-88   |
| 3    | Scavolini Pesaro    | 22  | 14 | 8  | 6  | 1318 | 1290 | 28   |  | Scavolini Pesaro      | 93-89  | 105-106 |        | 98-86   | 93-89  | 111-102 | 97-85  | 93-73   |
| 4    | Maccabi Tel Aviv    | 22  | 14 | 8  | 6  | 1224 | 1163 | 61   |  | Maccabi Tel Aviv      | 78-68  | 103-65  | 87-93  |         | 101-89 | 95-83   | 80-62  | 100-92  |
| 5    | Aris Salonique      | 21  | 14 | 7  | 7  | 1314 | 1324 | -10  |  | Aris Salonique        | 93-110 | 92-71   | 96-95  | 93-81   |        | 133-117 | 103-90 | 108-88  |
| 6    | Bayer 04 Leverkusen | 20  | 14 | 6  | 8  | 1334 | 1392 | -58  |  | Bayer 04 Leverkusen   | 93-100 | 87-103  | 99-112 | 102-101 | 98-89  |         | 93-83  | 112-101 |
| 7    | Kingston Londres    | 18  | 14 | 4  | 10 | 1141 | 1221 | -80  |  | Kingston Londres      | 81-88  | 87-89   | 82-77  | 64-62   | 97-96  | 95-98   |        | 96-77   |
| 8    | Limoges             | 17  | 14 | 3  | 11 | 1251 | 1354 | -103 |  | Limoges               | 104-95 | 73-84   | 110-92 | 95-114  | 98-106 | 88-100  | 88-71  |         |

## Final Four
|  | Demi-finales                                               | Demi-finales                                               |          |    | Finale                                                     | Finale                                                     |
|  | Demi-finales                                               | Demi-finales                                               |          |    | Finale                                                     | Finale                                                     |
|  |                                                            |                                                            |          |    |                                                            |                                                            |
|  | 16 avril, 17h30 - Paris (Palais omnisports de Paris-Bercy) | 16 avril, 17h30 - Paris (Palais omnisports de Paris-Bercy) |          |    | 18 avril, 20h30 - Paris (Palais omnisports de Paris-Bercy) | 18 avril, 20h30 - Paris (Palais omnisports de Paris-Bercy) |
|  | 16 avril, 17h30 - Paris (Palais omnisports de Paris-Bercy) | 16 avril, 17h30 - Paris (Palais omnisports de Paris-Bercy) |          |    | 18 avril, 20h30 - Paris (Palais omnisports de Paris-Bercy) | 18 avril, 20h30 - Paris (Palais omnisports de Paris-Bercy) |
|  | FC Barcelone                                               | 101                                                        |          |    | 18 avril, 20h30 - Paris (Palais omnisports de Paris-Bercy) | 18 avril, 20h30 - Paris (Palais omnisports de Paris-Bercy) |
|  | FC Barcelone                                               | 101                                                        |          |    | 18 avril, 20h30 - Paris (Palais omnisports de Paris-Bercy) | 18 avril, 20h30 - Paris (Palais omnisports de Paris-Bercy) |
|  | Maccabi Tel Aviv                                           | 67                                                         |          |    | 18 avril, 20h30 - Paris (Palais omnisports de Paris-Bercy) | 18 avril, 20h30 - Paris (Palais omnisports de Paris-Bercy) |
|  | Maccabi Tel Aviv                                           | 67                                                         | KK Split | 70 |                                                            |                                                            |
|  | 16 avril, 20h30 - Paris (Palais omnisports de Paris-Bercy) |                                                            | KK Split | 70 |                                                            |                                                            |
|  |                                                            | FC Barcelone                                               | 65       |    |                                                            |                                                            |
|  | KK Split                                                   | FC Barcelone                                               | 65       | 93 |                                                            |                                                            |
|  | KK Split                                                   |                                                            |          | 93 |                                                            |                                                            |
|  | Scavolini Pesaro                                           | 87                                                         |          |    |                                                            |                                                            |
|  | Scavolini Pesaro                                           | 87                                                         | 3e place |    |                                                            |                                                            |
|  |                                                            |                                                            |          |    |                                                            |                                                            |
|  | 18 avril, 17h30 - Paris (Palais omnisports de Paris-Bercy) |                                                            |          |    |                                                            |                                                            |
|  |                                                            |                                                            |          |    |                                                            |                                                            |
|  | Maccabi Tel Aviv                                           | 83                                                         |          |    |                                                            |                                                            |
|  | Maccabi Tel Aviv                                           | 83                                                         |          |    |                                                            |                                                            |
|  | Scavolini Pesaro                                           | 81                                                         |          |    |                                                            |                                                            |
|  | Scavolini Pesaro                                           | 81                                                         |          |    |                                                            |                                                            |

## Équipe victorieuse
Joueurs : 
- No 4 Zoran Sretenović ( Yougoslavie)
- No 5 Velimir Perasović ( Yougoslavie)
- No 6 Luka Pavićević ( Yougoslavie)
- No 7 Toni Kukoč ( Yougoslavie)
- No 8 Paško Tomić ( Yougoslavie)
- No 9 Teo Čizmić ( Yougoslavie)
- No 10 Petar Naumoski ( Yougoslavie)
- No 11 Žan Tabak ( Yougoslavie)
- No 12 Velibor Radović ( Yougoslavie)
- No 13 Zoran Savić ( Yougoslavie)
- No 14 Avie Lester ( États-Unis)
- No 15 Aramis Naglić ( Yougoslavie)

Entraîneur :  Željko Pavličević ( Yougoslavie)

## Récompenses individuelles
| Catégorie                      | Joueur      | Équipe   |
| ------------------------------ | ----------- | -------- |
| MVP du Final Four              | Toni Kukoč  | KK Split |
| Meilleur marqueur de la finale | Zoran Savić | KK Split |

### 5 majeur du Final Four
| Joueur               | Club         |
| -------------------- | ------------ |
| José Antonio Montero | FC Barcelone |
| Velimir Perasović    | KK Split     |
| Toni Kukoč           | KK Split     |
| Zoran Savić          | KK Split     |
| Audie Norris         | FC Barcelone |